# Związek Sądów Konstytucyjnych Państw Rejonu Morza Bałtyckiego i Morza Czarnego
Związek Sądów Konstytucyjnych Państw Rejonu Morza Bałtyckiego i Morza Czarnego (ang. Association of Constitutional Justice of the Countries of the Baltic and Black Sea Regions – BBCJ) – został utworzone w 2015 r. z inicjatywy Sądu Konstytucyjnego Mołdawii i Litwy. Członkami organizacji są również sądy konstytucyjne Gruzji, Ukrainy oraz Polski. Organizacja jest otwarta na udział sądów konstytucyjnych i równorzędnych instytucji innych krajów Unii Europejskiej i państwa objęte Partnerstwem Wschodnim w regionie Morza Bałtyckiego i Morza Czarnego.
Powołanie Związku Sądów Konstytucyjnych Państw Rejonu Morza Bałtyckiego i Morza Czarnego ma na celu podkreślenie roli sądów konstytucyjnych i równorzędnych instytucji w utrwalaniu rządów prawa, zachowywaniu nadrzędności konstytucji w systemach prawa, propagowaniu poszanowania praw człowieka i podstawowych wolności, oraz utrzymywaniu równowagi między poszczególnymi władzami państwowymi.

## Cele organizacji
Za wspólny cel sądy konstytucyjne stawiają sobie wymianę informacji na temat najlepszych praktyk prawnych w zakresie prawa konstytucyjnego. Zobowiązują się do pogłębiania dialogu na temat wszystkich kwestii dotyczących aspektów instytucjonalnych, strukturalnych i proceduralnych sądownictwa konstytucyjnego. Wyrażają także gotowość do efektywnego korzystania z wszystkich możliwości poszerzania i pogłębiania współpracy w zakresie kontroli konstytucyjności prawa. Rozwijają współpracę poprzez uczestnictwo w regionalnych i międzynarodowych forach.

## Członkostwo
Zgodnie ze BBCJ, członkiem Związku może zostać tylko sąd konstytucyjny albo równorzędna instytucja suwerennego państwa-członka Unii Europejskiej lub jej Partnerstwa Wschodniego, bądź też państwa rejonu Morza Bałtyckiego albo Morza Czarnego będącego państwem stowarzyszonym z UE lub dążącym do przyłączenia się do UE, w przypadku gdy rzeczony sąd albo instytucja wyraża taką wolę i ma faktyczną zdolność do włączenia się w promowanie zasad określonych w założycielskiej Deklaracji o ustanowieniu Związku oraz w realizację celów Związku przewidzianych w art. 4 Statutu Związku niezwłocznie przekazuje otrzymane zgłoszenie wszystkim członkom Związku.